# Trabajo secundario

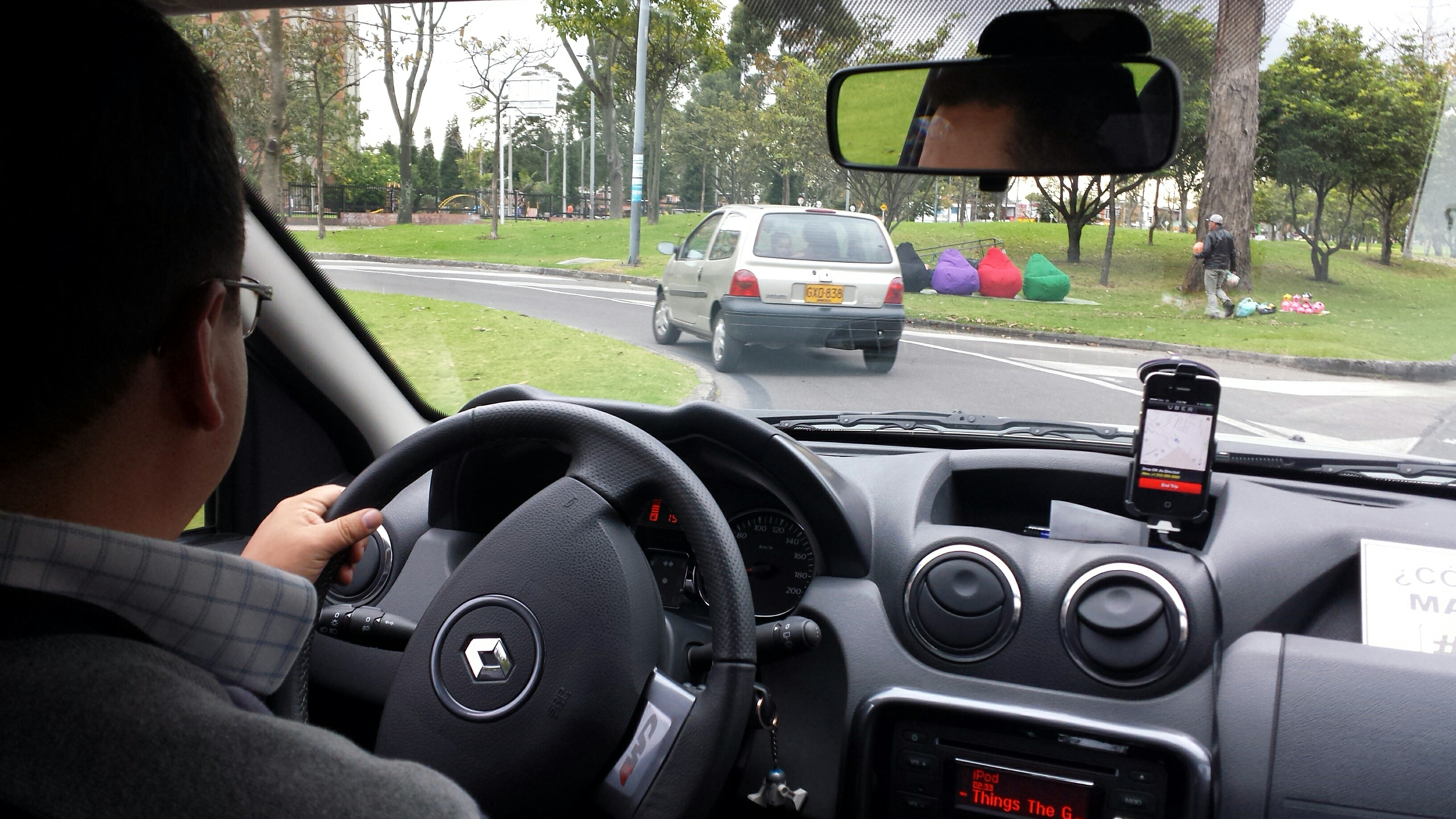
Ser conductor de Uber es un trabajo secundario común.

Un trabajo secundario es un trabajo adicional que una persona toma además de su trabajo principal para complementar sus ingresos. Los trabajos secundarios se pueden realizar por necesidad, cuando los ingresos de su trabajo principal son insuficientes para mantenerlos, o simplemente por el deseo de obtener más ingresos. Trabajar en un trabajo secundario también puede, de manera informal, llamarse pluriempleo, generalmente cuando se realiza después del horario laboral normal. Un trabajo secundario puede ser un trabajo a tiempo completo, un trabajo a tiempo parcial o un trabajo independiente, y una persona puede tener más de un trabajo secundario.
Los trabajos secundarios ganaron popularidad en los Estados Unidos debido al estancamiento del salario real y al bajo crecimiento de los salarios que no se ha mantenido al ritmo del aumento del costo de vida, con casi un tercio de las personas con trabajos secundarios que requieren que paguen los gastos. Casi la mitad de todos los estadounidenses informan tener un trabajo secundario, incluido el 43% de los trabajadores a tiempo completo. La razón más común por la que los trabajadores aceptan trabajos secundarios es para obtener ingresos disponibles adicionales. En el Reino Unido, el 60 por ciento de los estudiantes y graduados informaron tener un trabajo secundario y el 43 por ciento lo requería para pagar los gastos de alquiler. Los millennials son los más propensos a tener un trabajo secundario, generalmente para tener una «red de seguridad» financiera, lo que los lleva a ser considerados la «generación del trabajo secundario». Sin embargo, también son comunes como un medio para pagar préstamos estudiantiles, así como para aprovechar la creatividad de uno en formas que normalmente no serían factibles en el lugar de trabajo típico.
Cuando el trabajo principal de una persona solo proporciona ingresos para que pueda realizar su trabajo secundario preferido, generalmente se lo conoce como un «trabajo diario».